# Falciot cuaespinós de cua curta
El falciot cuaespinós de cua curta (Chaetura brachyura) és una espècie d'ocell de la família dels apòdids (Apodidae) que habita boscos, sabanes, manglars, camp obert i ciutats de les terres baixes del sud de les Antilles Menors, i des del centre i est de Panamà, Colòmbia, Veneçuela, Trinitat i Tobago i Guaiana, cap al sud, per l'oest dels Andes fins al sud-oest de l'Equador i nord-oest del Perú, i per l'est dels Andes a l'ample de e Colòmbia i est del Perú fins al nord i est de Bolívia i nord i centre del Brasil.